# Девочки поймут
«Де́вочки пойму́т» — российский скетчком, который позиционируется как первое комедийное шоу, написанное самими девушками. 
Премьера состоялась 26 мая 2014 года на телеканале Ю. 
Новые серии выходили с понедельника по пятницу в 19:30, повторы — с понедельника по пятницу в 12:30.

## Сюжет
Четыре подруги Олеся, Ира, Катя и Лена окажутся в разных жизненных и при этом смешных ситуациях. Девушки попробуют найти ответы на вопросы о том, как выглядеть, чтобы нравиться мужчинам, как вести себя на первом свидании, как устроиться на хорошую работу, что носить в сумочке, как эффектно появиться и сразить всех наповал… и миллион других полезных женских советов. Может, это шоу совсем не понравится мужчинам, но девушки его точно поймут.

## Персонажи
| Актёр               | Роль |
| ------------------- | --- |
| Анастасия Таптыгина | Ира целеустремленная, гордая девушка, подруги относятся к ней как к старшей сестре                                                 |
| Екатерина Новикова  | Катя жизнерадостная, оптимистичная толстушка, любит вкусно поесть и может постоять за себя                                         |
| Елена Козлова       | Лена педантичная пай-девочка, одевается по совету мамы, поэтому иногда выглядит как ботаник, любит читать и много знает            |
| Станислава Копылова | Олеся не глупая, слегка наивная блондинка, не дружит с техникой, понимает толк в моде, но этим круг её интересов не ограничивается |